# Сент-Клэр, Дейн
Дейн Три́стан Сент-Клэр (англ. Dayne Tristan St. Clair; 9 мая 1997, Пикеринг, Онтарио, Канада) — канадский футболист, вратарь клуба «Миннесота Юнайтед» и сборной Канады.

## Карьера

### Молодёжная и любительская карьера
В возрасте 16 лет Сент-Клэр присоединился к клубу Лиги 1 Онтарио «Вон Адзурри».
В 2015—2018 годах Сент-Клэр обучался в Мэрилендском университете в Колледж-Парке по специальности «Психология» и играл за университетскую футбольную команду «Мэриленд Террапинс» в Национальной ассоциации студенческого спорта.
В студенческие годы также выступал в Премьер-лиге развития: в 2016 и 2017 годах — за клуб «Кей-дабл-ю Юнайтед», в 2018 году — за клуб «Нью-Йорк Ред Буллз U23».

### Клубная карьера
4 января 2019 года Сент-Клэр подписал контракт с MLS по программе Generation adidas. 11 января 2019 года на Супердрафте MLS он был выбран в первом раунде под общим седьмым номером клубом «Миннесота Юнайтед».
4 апреля 2019 года Сент-Клэр отправился в аренду в клуб новообразованной Лиги один ЮСЛ «Форвард Мэдисон». Его профессиональный дебют состоялся 6 апреля 2019 года в инаугуральном матче «фламинго», соперником в котором был «Чаттануга Ред Вулвз».
12 февраля 2020 года Сент-Клэр был отдан в аренду клубу Чемпионшипа ЮСЛ «Сан-Антонио» с правом отзыва в любое время. Дебютировал за «Сан-Антонио» 19 июля 2020 года в матче против «Рио-Гранде Валли Торос».
19 августа 2020 года стало известно, что основной вратарь «Миннесота Юнайтед» Тайлер Миллер пропустит оставшуюся часть сезона 2020 из-за операции на бедре, в связи с чем Сент-Клэр был отозван из аренды. В MLS он дебютировал 6 сентября 2020 года в матче против «Реал Солт-Лейк», сменив в стартовом составе «Миннесота Юнайтед» Грега Ранджитсингха, подменявшего Миллера в трёх предыдущих матчах. 30 ноября 2021 года он подписал с клубом новый трёхлетний контракт с опцией продления ещё на один год. В сезоне 2022, начиная с третьего матча регулярного чемпионата, Сент-Клэр стал основным вратарём «гагар», вытеснив Миллера из стартового состава. Принял участие в Матче всех звёзд MLS 2022 между сборными звёзд MLS и Лиги MX, став самым ценным игроком встречи.

### Международная карьера
Сент-Клэр значился в составе сборной Канады до 20 лет на молодёжном чемпионате КОНКАКАФ 2017, но не сыграл на турнире ни одного матча.
26 февраля 2020 года Сент-Клэр был включён в предварительную заявку сборной Канады до 23 лет на Мужской олимпийский квалификационный турнир КОНКАКАФ.
23 декабря 2020 года Сент-Клэр был впервые вызван в сборную Канады, в тренировочный лагерь в январе 2021 года. Дебютировал за сборную Канады 5 июня 2021 года в матче первого раунда квалификации чемпионата мира 2022 против сборной Арубы.
Был включён в состав сборной на Золотой кубок КОНКАКАФ 2021.
Был включён в состав сборной на чемпионат мира 2022.
Был включён в состав сборной на Золотой кубок КОНКАКАФ 2023.

## Достижения
Индивидуальные
- Участник Матча всех звёзд MLS: 2022
- Самый ценный игрок Матча всех звёзд MLS: 2022

## Статистика

### Клубная статистика
| Выступление              | Выступление      | Выступление      | Лига | Лига | Плей-офф | Плей-офф | Кубок | Кубок | Континент | Континент | Итого | Итого |
| Клуб                     | Лига             | Сезон            | Игры | Голы | Игры     | Голы     | Игры  | Голы  | Игры      | Голы      | Игры  | Голы  |
| ------------------------ | ---------------- | ---------------- | ---- | ---- | -------- | -------- | ----- | ----- | --------- | --------- | ----- | ----- |
| Миннесота Юнайтед        | MLS              | 2019             | 0    | 0    | 0        | 0        | 0     | 0     | —         | —         | 0     | 0     |
| Миннесота Юнайтед        | MLS              | 2020             | 13   | -12  | 3        | -3       | —     | —     | —         | —         | 16    | -15   |
| Миннесота Юнайтед        | MLS              | 2021             | 4    | -10  | 1        | -3       | —     | —     | —         | —         | 5     | -13   |
| Миннесота Юнайтед        | MLS              | 2022             | 32   | -48  | 1        | -1       | 0     | 0     | —         | —         | 33    | -49   |
| Миннесота Юнайтед        | MLS              | 2023             | 30   | -43  | —        | —        | 0     | 0     | 5         | -13       | 35    | -56   |
| Миннесота Юнайтед        | Итого            | Итого            | 79   | -113 | 5        | -7       | 0     | 0     | 5         | -13       | 89    | -133  |
| Форвард Мэдисон (аренда) | USL1             | 2019             | 5    | -4   | —        | —        | —     | —     | —         | —         | 5     | -4    |
| Форвард Мэдисон (аренда) | Итого            | Итого            | 5    | -4   | —        | —        | —     | —     | —         | —         | 5     | -4    |
| Сан-Антонио (аренда)     | USLC             | 2020             | 5    | -3   | —        | —        | —     | —     | —         | —         | 5     | -3    |
| Сан-Антонио (аренда)     | Итого            | Итого            | 5    | -3   | —        | —        | —     | —     | —         | —         | 5     | -3    |
| Всего за карьеру         | Всего за карьеру | Всего за карьеру | 89   | -120 | 5        | -7       | 0     | 0     | 5         | -13       | 99    | -140  |

### Международная статистика
| Команда | Год   | Игры | ГП |
| ------- | ----- | ---- | -- |
| Канада  |       |      |    |
| 2021    | 1     | 0    |    |
| 2022    | 1     | 2    |    |
| 2023    | 2     | 4    |    |
| Всего   | Всего | 4    | 6  |